# Sidi Akkacha
Sidi Akkacha (în arabă سيدى عكاشة) este o comună din provincia Chlef, Algeria.
Populația comunei este de 26.595 de locuitori (2008).